# Schongau

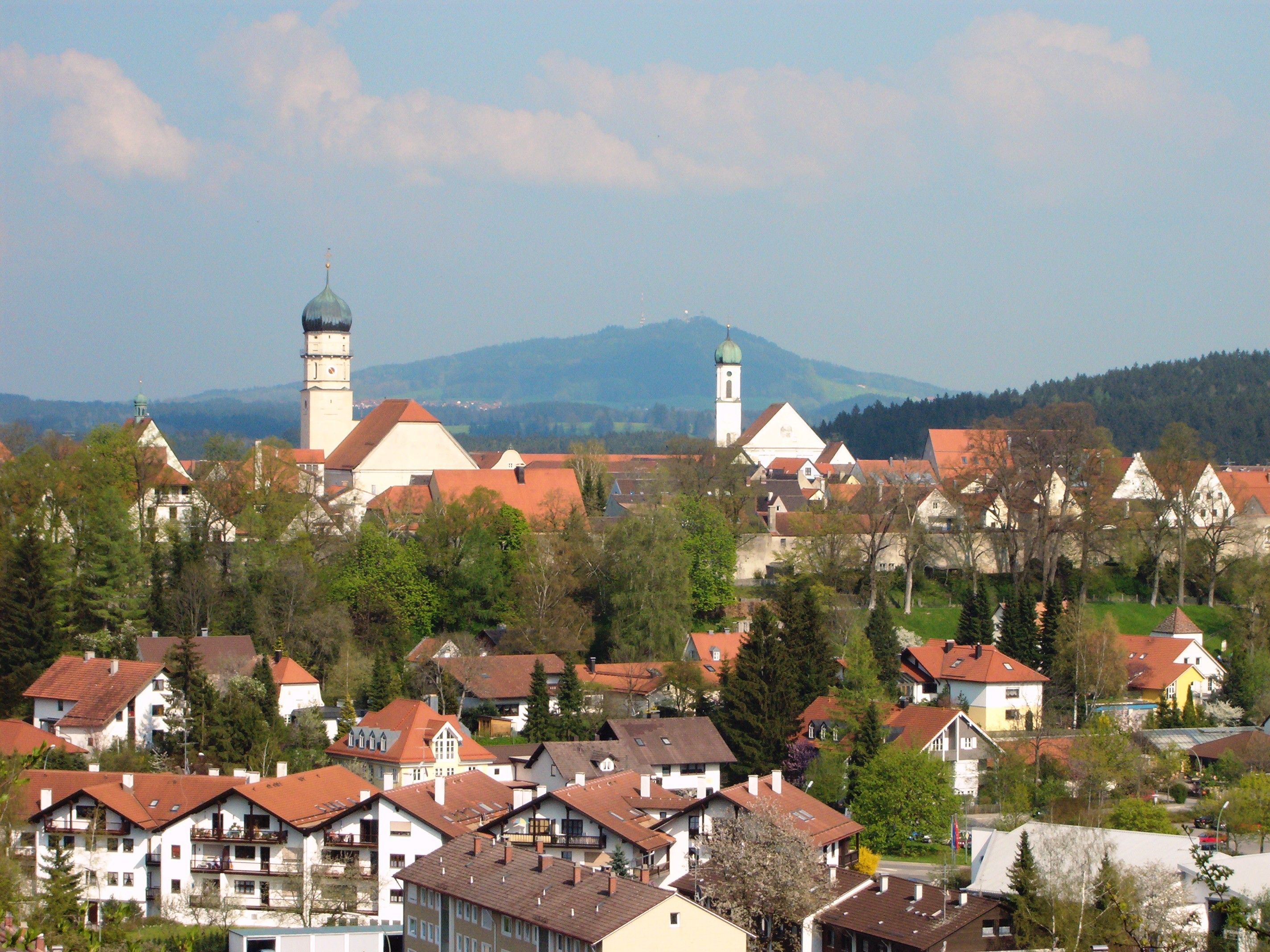
Schongau

Schongau este un oraș din districtul Weilheim-Schongau, regiunea administrativă Bavaria Superioară, landul Bavaria, Germania.